# 跑馬古道

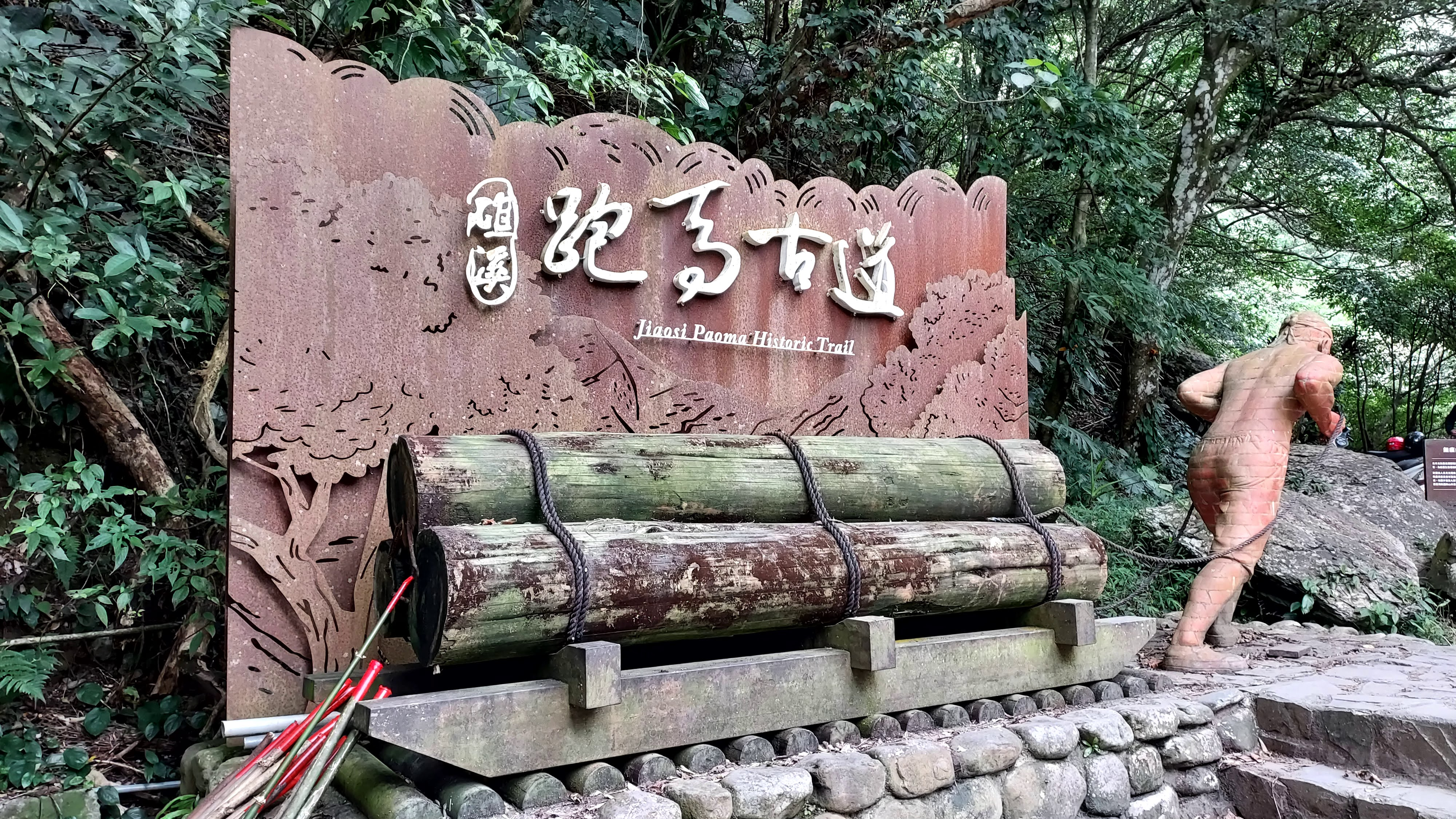

跑馬古道為淡蘭古道南線，北端出入口為石牌縣界公園，南端出口為宜蘭縣礁溪鄉。為清代先民往返台北、宜蘭間的重要道路，在北宜公路開通後沒落。
民國85年(1996年)，12月28日，礁溪鄉公所整修完成，並舉行揭碑儀式。現為行政院農委會林務局管理。
名稱由來有兩種說法：
1. 早期先民在古道鋪設圓木枕，利用木馬搬運木材。因此稱為木馬路。
2. 二戰期間，日軍官兵騎馬巡邏該道路。因此稱為陸軍路、跑馬路。